# Gersi
Gersi is een bestuurslaag in het regentschap Blora van de provincie Midden-Java, Indonesië. Gersi telt 941 inwoners (volkstelling 2010).